# Wes Craven
Wes Craven (Cleveland, Ohio, 2 de agosto de 1939 - Los Angeles, 30 de agosto de 2015) foi um realizador, produtor, argumentista e editor de cinema norte-americano, célebre por ter criado as famosas séries de filmes de terror Pânico e A Hora do Pesadelo.
Craven criou o personagem Freddy Krueger, de A Hora do Pesadelo, inspirado numa série de crimes que ele disse ter lido nos jornais. Krueger foi eleito o 40º maior vilão de todos os tempos, segundo o American Film Institute. Outra importante criação foi a icônica máscara usada pelo assassino nos filmes da franquia Pânico. A máscara foi inspirada na tela expressionista de Edvard Munch, O Grito, e se transformou num forte símbolo da cultura pop.

## Morte
Wes Craven morreu em sua casa, em Los Angeles, vítima de câncer no cérebro.

## Filmografia
- 1972 - Last House on the Left
- 1977 - The Hills Have Eyes
- 1978 - Stranger in Our House (TV)
- 1981 - Deadly Blessing
- 1982 - Swamp Thing
- 1984 - Invitation to Hell (TV)
- 1984 - A Nightmare on Elm Street
- 1985 - Chiller (TV)
- 1985 - The Hills Have Eyes Part II
- 1986 - Casebusters (TV)
- 1986 - Deadly Friend
- 1988 - The Serpent and the Rainbow
- 1989 - Shocker
- 1990 - Night Visions (Série de TV)
- 1991 - The People Under the Stairs
- 1993 - Body Bags
- 1994 - Wes Craven's New Nightmare
- 1995 - Vampire in Brooklyn
- 1996 - Scream
- 1997 - Scream 2
- 1999 - Music of the Heart
- 2000 - Scream 3
- 2003 - Freddy. Jason
- 2005 - Amaldiçoados
- 2005 - Red Eye
- 2006 - Paris, je t'aime
- 2010 - My Soul to Take
- 2011 - Scream 4